# Ramos Arizpe
Ramos Arizpe là một đô thị thuộc bang Coahuila, México. Năm 2005, dân số của đô thị này là 56708 người.